# Gelasma cynthia
Gelasma cynthia là một loài bướm đêm trong họ Geometridae.